# Cleopatra Coleman

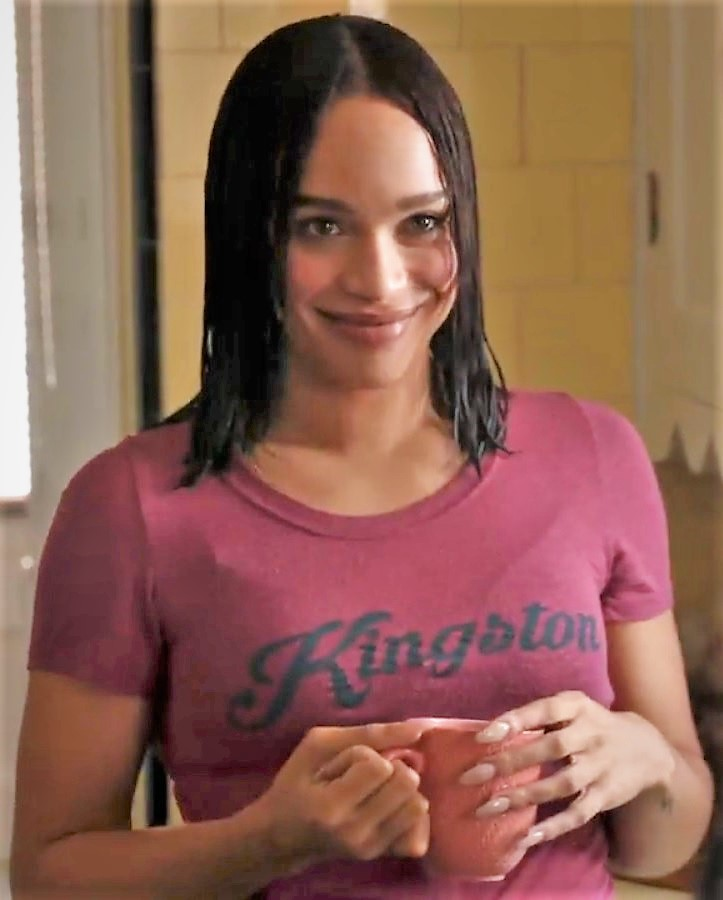
Cleopatra Coleman, 2017

Cleopatra Coleman (* 29. Oktober 1987 in Byron Bay, New South Wales) ist eine australische Schauspielerin und Tänzerin.

## Leben
Coleman ist die Tochter der Jamaikanerin Turquoise Coleman und des Australiers Mick Coleman.
2004 hatte sie ihren ersten Auftritt in einem Werbeclip im Fernsehen für die Direct Factory Outlets und spielte ihre erste Rolle in einer Fernsehserie mit dem Part der Zandie Brokow in der Fernsehserie Silversun. 2005 folgten mehrere Rollen in den australischen Fernsehserien Blue Heelers, Holly's Heroes und Total Genial. Im Jahr 2006 besetzte sie die Rolle der Glenn Forrest in der Fernsehserie Nachbarn.
2006 spielte Coleman außerdem im US-amerikanischen Fernsehfilm Attack of the Sabretooth. Als Tänzerin stand sie 2005 mit den Tony Bartuccio Dancers in The Rocky Horror Stage Show, Dancing with the Stars und The Footy Show (Finale) auf der Bühne.
2008 spielte Coleman in der Serie Elephant Princess mit. 2009 hatte sie einen kurzen Auftritt in der 3. Staffel der Serie City Homicide. Eine weitere Gastrolle in einer Serie folgte 2010 in der Serie Rush.
2011 co-produzierte und schrieb sie zusammen mit ihrem Vater Mick Coleman den Kurzfilm Trains und spielte darin die Hauptrolle. Außerdem war sie 2012 in dem Film Step Up: Miami Heat als DJ Penelope zu sehen.

## Filmografie (Auswahl)
- 2004: Silversun (Fernsehserie; 23 Episoden)
- 2005: Blue Heelers (Fernsehserie; Staffel 12, Episode 8)
- 2005: Angriff des Säbelzahntigers (Attack of the Sabretooth)
- 2005: Holly's Heroes (Fernsehserie; 2 Episoden)
- 2006: Total Genial (Wicked Science, Fernsehserie; 18 Episoden)
- 2006–2007: Nachbarn (Neighbours, Fernsehserie; 13 Episoden)
- 2008–2009: Elephant Princess (Fernsehserie; 7 Episoden)
- 2009: City Homicide (Fernsehserie; Staffel 3, Episode 8)
- 2010: Rush (Fernsehserie; Staffel 3, Episode 17)
- 2012: Step Up: Miami Heat (Step Up Revolution)
- 2012: Trains (Kurzfilm)
- 2014: Fear Clinic
- 2015–2018: The Last Man on Earth (Fernsehserie; 56 Episoden)
- 2016: Better Things (Fernsehserie; Staffel 1, Episode 2)
- 2017: Highway 10 nach San Bernardino (Take the 10, Netflix Original)
- 2017: I Know You from Somewhere (Kurzfilm)
- 2017: White Famous (Fernsehserie; 7 Episoden)
- 2018: Hover
- 2019: James vs. His Future Self
- 2019: In the Shadow of the Moon
- 2019: Now Apocalypse (Fernsehserie; 2 Episoden)
- 2019: Sorry for Your Loss (Fernsehserie; Staffel 2, Episode 2)
- 2020: The Argument
- 2021: The Right One
- 2021: Dopesick (Fernsehserie; 5 Episoden)
- 2022: A Lot of Nothing
- 2023: Infinity Pool
- 2023: Knock Knock Knock (Cobweb)
- 2023: Not an Artist
- 2023: Rebel Moon – Teil 1: Kind des Feuers (Rebel Moon – Part One: A Child of Fire)
- 2024: Rebel Moon – Teil 2: Die Narbenmacherin (Rebel Moon – Part Two: The Scargiver)
- 2024: Clipped (Miniserie; 6 Episoden)